# Vrije software
Vrije software is software die aan gebruikers rechten toekent voor het bestuderen, wijzigen en opnieuw verspreiden van de broncode. Een groot deel van de vrije software wordt verspreid onder de GNU General Public License (GPL).

## Definitie
De Free Software Foundation definieert vrije software als software die aan gebruikers de volgende vrijheden toekent:
- de vrijheid om het programma te gebruiken voor elk doel (vrijheid 0).
- de vrijheid om de manier waarop het programma werkt te bestuderen, en om het aan te passen aan je behoeften. Beschikbaarheid van de broncode is hiervoor noodzakelijk (vrijheid 1).
- de vrijheid om exacte kopieën van het programma te verspreiden, zodat je je naasten kan helpen (vrijheid 2).
- de vrijheid om aangepaste versies van het programma te verspreiden, zodat de hele gemeenschap er voordeel uit kan halen. Hiervoor is beschikbaarheid van de broncode eveneens noodzakelijk (vrijheid 3).

Deze vier vrijheden worden in de talloze vrije softwarelicenties in min of meer grote variaties en nuances beschreven. De essentie van al deze licenties en de reden waarom ze tot de groep van de vrije software behoren, is dat de makers van de software hun gebruikers stimuleren om de software te helpen verbeteren en uit te breiden.
Het gebruik van de benaming vrije software kwam in de jaren tachtig op als reactie op veranderingen in de manier waarop de westerse wereld auteursrechten is gaan gebruiken. Vóór het ontstaan van propriëtaire software was zo ongeveer alle software vrij, programmeurs wisselden zonder problemen broncode uit. Om te waarborgen dat oude vrijheden bleven bestaan, kwam Richard M. Stallman (RMS) in 1984 met een licentie, de GNU General Public License (GPL), die erg belangrijk is gebleken voor het succes van het fenomeen vrije software op het ogenblik dat de democratisering van het internet zorgde voor een explosie in het aantal gebruikers en makers van vrije software.

## Misvattingen
Er bestaat een aantal misvattingen over vrije software. Het volgende is wel juist:
- Vrije software is niet hetzelfde als freeware: freeware geeft de gebruiker niet de vrijheid om de software te verbeteren en te wijzigen, noch de vrijheid om de gewijzigde versie te verspreiden of verkopen. Freeware is niet meer dan gratis software.
- Iedereen kan veranderingen aanbrengen en deze software weer doorgeven of verkopen. Dit wil echter niet zeggen dat deze veranderingen zomaar in de officiële versie van de software terechtkomen; ze kunnen hoogstens als onofficiële 'vertakking' (een 'fork') worden verspreid. Voorgestelde wijzigingen moeten eerst een goedkeuringstraject doorlopen alvorens in een nieuwe officiële versie verwerkt te worden.
- Vrije software mag worden verkocht. Er bestaat dus, in principe althans, wel degelijk commerciële vrije software. Al is dat moeilijk vol te houden: elke koper van zulke vrije software mag immers zelf de software beginnen te kopiëren en verder verhandelen, wat tot een neerwaartse druk op de prijs leidt. De commerciële uitbating van vrije software zal dan vooral gebaseerd moeten zijn op dienstverlening aan de gebruiker (zoals bij firma's als Red Hat) in plaats van alleen op de verkoop van de programma's.

Deze misvatting over de prijs van vrije software is ontstaan doordat het Engelse woord voor gratis en vrij hetzelfde is, namelijk free. Om in het Engels dit misverstand te voorkomen, wordt vaak het citaat van Richard Stallman gebruikt: "Free as in speech, not free as in beer" (vrij als bij mening, niet gratis zoals bij bier). Het uit het Frans afkomstige woord 'libre' wordt ook als term gebruikt om aan te geven dat de software vrij is. Zie ook gratis versus libre.

## Vrije softwarelicenties
De bekendste vrije softwarelicentie is de GNU General Public License (GPL), de licentie die door de Free Software Foundation is ontworpen en die aan de basis ligt van haar GNU-project. De licentie heeft bekendheid gekregen door het besturingssysteem GNU/Linux en programma's als de beeldbewerker "de GIMP". De GPL is een copyleftlicentie. De licentie maakt gebruik van copyright om vrijheden voor gebruikers te garanderen. Informatie die onder een copyleftlicentie valt mag worden aangepast, maar moet dan weer onder dezelfde licentie vallen. De GNU Free Documentation License is een copyleftlicentie van GNU die speciaal voor documentatie van software is ontworpen en die ook door de Wikipedia wordt gebruikt.
Andere veel gebruikte vrije softwarelicenties zijn de GNU Lesser General Public License (LGPL), BSD-licentie, Apache License, MIT-licentie en de Mozilla Public License.

## Open source
Open source is een term die eind jaren negentig is bedacht om gebruik van vrije software door bedrijven te stimuleren. Door sterk de nadruk te leggen op rechten van gebruikers en het vrijgeven van zo veel mogelijk broncode, hadden veel bedrijven de indruk dat zij geen gebruik konden maken van vrije software. Door voorstanders van opensource wordt er vooral nadruk gelegd op de praktische voordelen van het in kunnen zien van de broncode. De verschillen tussen de vrijesoftwaregemeenschap en de opensourcegemeenschap zijn vooral politiek of filosofisch van aard. De meeste – maar niet alle – opensourcesoftware is dan ook vrije software en vice versa.
De grondleggers van de vrijesoftwarebeweging bekritiseren de opensourcebeweging door te stellen dat de politieke en sociale aspecten niet zomaar genegeerd kunnen worden. Richard M. Stallman illustreerde dit aan de hand van het voorbeeld Digital Rights Management: waar opensource-ontwikkelaars prima aan DRM-software zouden kunnen werken, zouden vrije software-ontwikkelaars dit nooit doen omdat DRM de vrijheden van gebruikers aantast.